# Fuenteheridos
Fuenteheridos un pueblo del norte de la provincia de Huelva, Andalucía. El origen de su toponimia como figura en la R.A.E. dentro del Tesoro de los diccionarios históricos de la Lengua Española https:/rae.es/tdhle/jerido : herido, ferido, jerido. (Del port. ferido). m. Canal estrecho por donde sale el agua con potencia, lo cual se aprovecha para mover las ruedas de los molinos. Tb. el chorro mismo de agua.
Según Carmen Hernandez (Tópica Hespérica, Madrid, Gredos 1972, t. I, p. 47), su nombre viene del latín FONTES FRIGIDOS 'fuentes frías'.
El municipio cuenta con una población de 814 habitantes (INE 2024).

## Demografía
Fuenteheridos cuenta con una población de 814 habitantes (INE 2024).
| Gráfica de evolución demográfica de Fuenteheridos entre 1842 y 2021                                                 |
| |
| Población de derecho según los censos de población del INE Población de hecho según los censos de población del INE |

| 676                       | 658 | 645 | 636 | 627 | 613 | 677 | 654 | 630 | 599 | 778 |
| (Fuente: INE [Consultar]) |     |     |     |     |     |     |     |     |     |     |

## Economía

### Evolución de la deuda viva municipal
| Gráfica de evolución de Deuda viva del Ayuntamiento de Fuenteheridos entre 2008 y 2021                                |
| |
| Deuda viva del Ayuntamiento de Fuenteheridos en miles de Euros según datos del Ministerio de Hacienda y Ad. Públicas. |

## Patrimonio

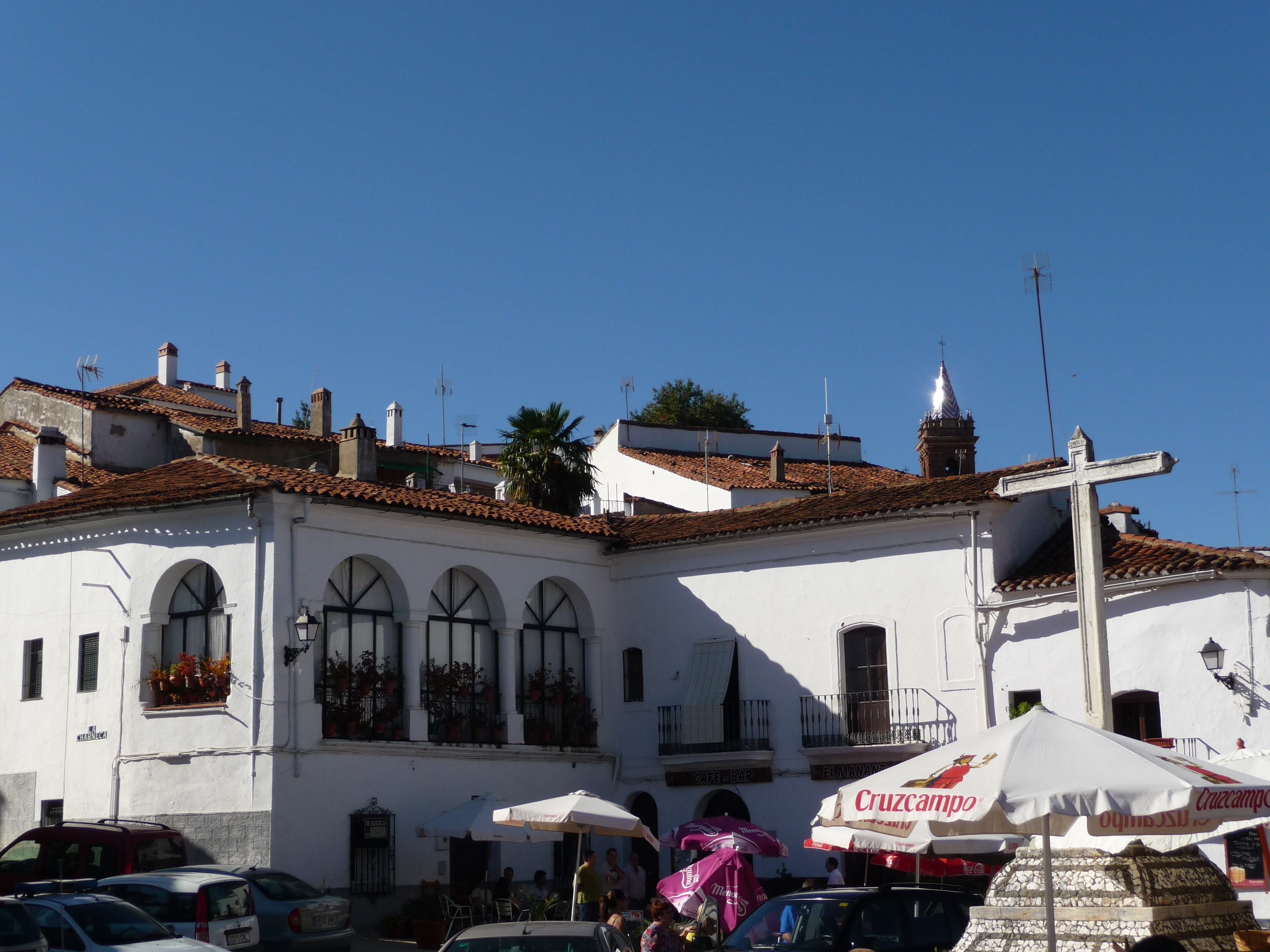
Plaza del Coso.

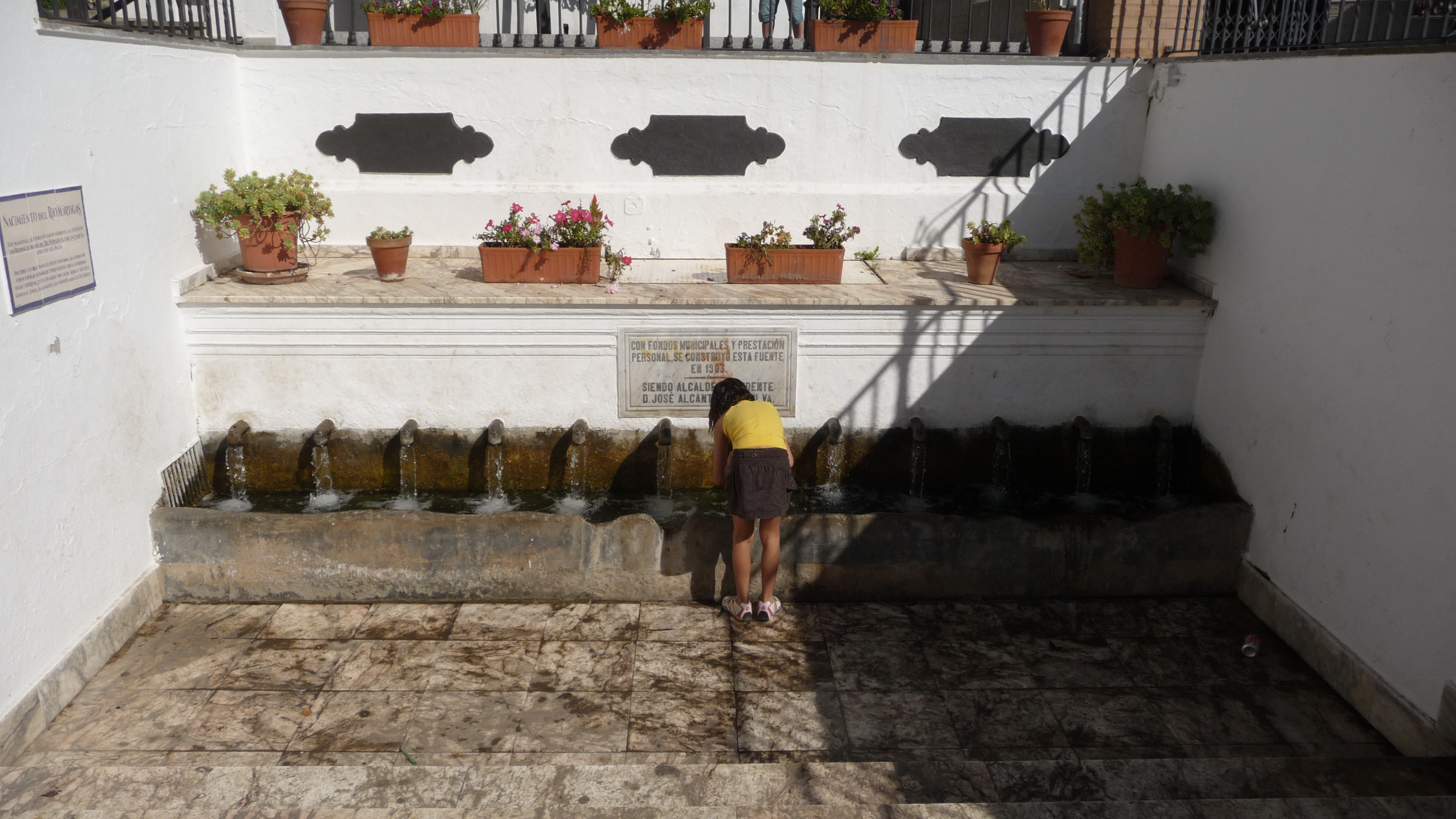
Fuente de los Doce Caños.

- Plaza del Coso: Se encuentra presidida por una cruz de mármol realizada en 1792 a partir de materiales de las canteras de Fuenteheridos.
- Fuente de los Doce Caños: Recoge las aguas subterráneas del puerto de los Ángeles y el Cerro de los Conejales, situándose en el mismo centro urbano. Convertida en lugar de nacimiento del pequeño Río Múrtigas de ella manan diariamente dos millones de litros de agua que son aprovechadas para el riego de huertas y abastecimiento de la localidad.
- Púlpito del Espíritu Santo: Según algunos historiadores se trata de un punto estratégico que unía la calzada romana de Emérita Augusta (Mérida) con Itálica. Pero fue utilizado para dar misa a aquellos que no podían entrar en la Iglesia.
- La Verónica: Se trata de uno de los escasos humilladeros de Andalucía y data del siglo XVIII. Al conocido popularmente como "Cristo de la Veronica", lo podemos observar en un "camino real" que es al mismo tiempo el cementerio.
- La Era de la Carrera: En la parte superior del pueblo, se encuentra la Era de la carrera, la cual se utilizaba antiguamente para trillar.
- Antiguo Barranco de la Fuente: Junto al paseo de Arias Montano, podemos contemplar el nacimiento de las "lievas" restauradas y embellecidas a través de cascadas y lagos alrededor de los cuales ha sido acondicionado un lugar de paseo y descanso. Las lievas son las acequias de riego que distribuyen el agua de la Fuente de los Doce Caños, por los tres "pagos" (camino de agua) de la localidad.
- Iglesia del Espíritu Santo: De estilo neoclásico presidida por una esbelta torre del siglo XVIII. La actual planta es del arquitecto Pedro de Silva que la reconstruye tras el terremoto de Lisboa.

## Fiestas
- Romería de la Reina de los Ángeles: Esta peregrinación tiene su origen en el siglo XIX, celebrándose cada 8 de septiembre y teniendo desde esta época su hermandad de la Reina de los Ángeles con ermita situada en la Peña de Arias Montano.
- Fiesta de la Castaña: Se realiza en la primera semana de diciembre, cuando finaliza la recolección del fruto. Antiguamente esta fiesta se celebraba para entregarle la castaña de oro al vecino del pueblo que hubiese realizado algún acto en beneficio de esta localidad, para agradecer su colaboración en el desarrollo de Fuenteheridos y para fomentar la iniciativa del resto de los ciudadanos. Sin embargo esta tradición se ha sustituido actualmente, por la subasta de la corona de los Reyes Magos.
- Fiesta del Patrón: El patrón de Fuenteheridos es el Espíritu Santo. Esta fiesta se celebra 7 días antes del Corpus. En ella se celebra una misa y tras ella una procesión. El patrón fue traído por los pobladores castellanoleoneses.
- Quema de los Judas: Se celebra el Sábado Santo, alrededor de la medianoche. Esta fiesta comienza ese mismo día por la tarde, en la Era de la Carrera, con la elaboración de los muñecos de trapo, acto al que acuden muchas personas y que ha dado lugar a un concurso en el cual se premia al muñeco más original. Antiguamente las personas quemaban los Judas y ahí se terminaba la fiesta, pero en la actualidad, los jóvenes aparte de quemar los judas, esperan a que se caigan los zapatos para comenzar para verdadera batalla campal entre todos los asistentes por las calles de la localidad. *
- Fiesta del Carro: El Carro tiene su origen en la visita que hacen los jóvenes de Fuenteheridos a la localidad de Navahermosa (aldea de Galaroza), en sus fiestas locales. Los jóvenes de Fuenteheridos se reúnen el sábado y adornan con pintadas y papeles de colores un coche viejo, el cual se utiliza para transportar la garrafa de ponche que se beberá durante el recorrido. Dicho coche es empujado hasta la localidad festiva que espera ansiosa su llegada. Allí, en medio de la fiesta, se reúnen todos y levantan en peso el coche varias veces.
- Fiestas de la Virgen de la Fuente: Se realiza el 15 de agosto. Es la patrona de Fuenteheridos y en su honor se organizan actos culturales y festivos que suelen durar 3 o 4 días. El día de la patrona, la virgen sale en procesión por las calles del pueblo y durante este acto se bendice el agua de la fuente.
- Día del bollo: Se celebra el Domingo de Resurrección. Ese día se reúnen personas de todas las edades en los campos que rodean la localidad para compartir la comida que han preparado. Es típico la degustación de un hornazo o bollo de pan con un huevo en su interior que recibe el nombre de rosca.